# 千奇百趣玩FREE D
《千奇百趣玩FREE D》（英語：Neighborhood Treasures 5），是香港電視廣播有限公司向日本朝日電視台購買版權而製作的資訊遊戲電視節目，以高清技術拍攝。節目主持為森美和阮小儀，旁白為林保全和雷碧娜。
本節目是該台早前播出之《千奇百趣》系列的第八輯，以競技場為主題，奇趣內容關於日本及香港的奇景。節目於2013年7月15日至8月16日，逢星期一至星期五香港時間22:30-23:00於翡翠台和高清翡翠台播放。

## 遊戲規則
主持會播放三段關於日本及香港的趣怪事情的影片。嘉賓們要競猜每段影片的「爆趣」之處，主持會按嘉賓的解說判斷勝負，負方會遭「千奇百頂」從天而降的「重壓」作為大懲罰。今輯首次取消了每段影片的評分環節。
所有遊戲完結後最低分的一組則接受大懲罰，但這個節目是不會派發任何獎金給任何嘉賓。

## 口號
「香港人，FREE D！」

## 每集內容

### 熱身遊戲

#### 愛驚才會贏
- 出現集數：第01、02、04、12、19集
- 嘉賓站在一個逐漸漲大的氣球面前，最先避開氣球的一方失敗。

#### 誠實包剪揼
- 出現集數：第03、11集
- 雙方於盒子中猜包剪揼，但仍可透過說謊騙到對方，主持最後會拿開盒子公開結果。

#### 愛呼才會贏
- 出現集數：第05、06、08、09、10、15、20、24集（第10集名為「愛吹才會贏」）
- 雙方於坑道兩端將放在中間的乒乓球吹走，最先吹走乒乓球的一方勝出。

#### 愛輸才會贏
- 出現集數：第07集
- 雙方進行猜包剪揼遊戲並輪流出拳，但必須要輸給對方才叫勝利。

#### 愛反才會贏
- 出現集數：第13、17、22、23集
- 主持輪流向嘉賓說出詞語，嘉賓要將詞語倒轉讀出，讀錯會被主持以氣槍懲罰。

#### 愛嗗才會贏
- 出現集數：第14、16、18、21、25集
- 每組嘉賓含著水說出指定歌曲名稱，隊友要猜出答案。

### 大懲罰

#### 千奇百頂
- 負方隊伍會遭從天而降的「重壓」（上面寫著5000KG）作為大懲罰。

#### 千奇百趣照妖鏡
- 落敗隊伍的其中一員需要隔著紗網吃到吊在前方的櫻桃。
- 如果兩隊分數相同，則會進行「誠實包剪揼」遊戲決定勝負。

### 每集嘉賓
| 集數 | 播映日期      | 嘉賓                             | 分數 | 參與「千奇百趣照妖鏡」之嘉賓 |
| 01   | 7月15日（一） | 筍D隊：馬國明、李詩韻            | 3    | 敖嘉年                       |
| 01   | 7月15日（一） | 美女與野獸D隊：敖嘉年、林夏薇    | 0    | 敖嘉年                       |
| 02   | 7月16日（二） | 華姐靚D隊：李亞男、朱 璇         | 2    | 李亞男                       |
| 02   | 7月16日（二） | 港姐靚D隊：許亦妮、彭慧中        | 2    | 李亞男                       |
| 03   | 7月17日（三） | 愛多D隊：朱慧敏、黎諾懿          | 3    | 朱慧敏                       |
| 03   | 7月17日（三） | 回家多D隊：張達倫、楊卓娜        | 0    | 朱慧敏                       |
| 04   | 7月18日（四） | 吊一D隊：鄭欣宜、許廷鏗          | 2    | 胡鴻鈞                       |
| 04   | 7月18日（四） | 特別D隊：吳若希、胡鴻鈞          | 1    | 胡鴻鈞                       |
| 05   | 7月19日（五） | Young D隊：安德尊、譚小環        | 1    | 張美妮                       |
| 05   | 7月19日（五） | Cup D隊：楊思琦、張美妮          | 2    | 張美妮                       |
| 06   | 7月22日（一） | 家燕BB D隊：薛家燕、王梓軒       | 1    | 王梓軒                       |
| 06   | 7月22日（一） | 千語BB D隊：吳千語、徐靖雯       | 2    | 王梓軒                       |
| 07   | 7月23日（二） | 雜D隊：陸浩明、蔣家旻            | 3    | 黎國輝                       |
| 07   | 7月23日（二） | 羚感D隊：姚子羚、黎國輝          | 0    | 黎國輝                       |
| 08   | 7月24日（三） | 醒D隊：鄭 融、周子揚             | 2    | 黎美言                       |
| 08   | 7月24日（三） | High D隊：張紋嘉、黎美言         | 1    | 黎美言                       |
| 09   | 7月25日（四） | 多是非D隊：梁嘉琪、李佳芯        | 2    | 梁嘉琪                       |
| 09   | 7月25日（四） | 透視誘人D隊：張秀文、林穎彤      | 1    | 梁嘉琪                       |
| 10   | 7月26日（五） | 贏佢哋D D隊：陳 煒、郭政鴻       | 2    | 姚嘉妮                       |
| 10   | 7月26日（五） | 賺少D玩多D隊：鄧梓峰、姚嘉妮     | 1    | 姚嘉妮                       |
| 11   | 7月29日（一） | 微電影D隊：梁烈維、苟芸慧        | 2    | 吳家樂                       |
| 11   | 7月29日（一） | 愛回家D隊：吳家樂、陳彥琳        | 1    | 吳家樂                       |
| 12   | 7月30日（二） | 國際親善小姐D隊：張名雅、朱千雪  | 2    | 黃心穎                       |
| 12   | 7月30日（二） | 最上鏡小姐D隊：黃心穎、岑杏賢    | 1    | 黃心穎                       |
| 13   | 7月31日（三） | 同事三分親D隊：歐錦棠、陳自瑤    | 3    | 麥美恩                       |
| 13   | 7月31日（三） | 浮華D隊：洪永城、麥美恩          | 0    | 麥美恩                       |
| 14   | 8月1日（四）  | 圓D隊：高海寧、馬 賽             | 1    | 高海寧                       |
| 14   | 8月1日（四）  | 索D隊：徐淑敏、沈卓盈            | 2    | 高海寧                       |
| 15   | 8月2日（五）  | 喜吱吱D隊：黃浩然、黃翠如        | 0    | 黃翠如                       |
| 15   | 8月2日（五）  | 笑咪咪D隊：麥長青、樂 瞳         | 3    | 黃翠如                       |
| 16   | 8月5日（一）  | 歌手D隊：方力申、陳慧敏          | 3    | 陳慧敏                       |
| 16   | 8月5日（一）  | 主持D隊：陳智燊、宋熙年          | 0    | 陳慧敏                       |
| 17   | 8月6日（二）  | 咪咪姐D隊：朱咪咪、何遠東        | 3    | 陳嘉佳                       |
| 17   | 8月6日（二）  | 小寶D隊：陳嘉佳、陳明恩          | 0    | 陳嘉佳                       |
| 18   | 8月7日（三）  | 街坊廚神D隊：金 剛、葉翠翠       | 2    | 蝦 頭                        |
| 18   | 8月7日（三）  | Only You只有您D隊：黃長興、蝦 頭 | 1    | 蝦 頭                        |
| 19   | 8月8日（四）  | 火辣美女D隊：彭懷安、蔚雨芯      | 2    | 楊 焉                        |
| 19   | 8月8日（四）  | 舞林高手D隊：狄易達、楊 焉       | 1    | 楊 焉                        |
| 20   | 8月9日（五）  | 搞笑型D隊：李綺雯、林盛斌        | 2    | 關婉珊                       |
| 20   | 8月9日（五）  | 勁食日本一D隊：林溥來、關婉珊    | 1    | 關婉珊                       |
| 21   | 8月12日（一） | 古佬D隊：古明華、羅敏莊          | 3    | 洪天明                       |
| 21   | 8月12日（一） | 唸詩D隊：洪天明、胡定欣          | 0    | 洪天明                       |
| 22   | 8月13日（二） | 港姐D隊：朱凱婷、何傲兒          | 2    | 陳庭欣                       |
| 22   | 8月13日（二） | 華姐D隊：陳庭欣、鄧佩儀          | 1    | 陳庭欣                       |
| 23   | 8月14日（三） | Rebecca D隊：黃智賢、朱晨麗      | 3    | 楊秀惠                       |
| 23   | 8月14日（三） | Benjamin D隊：袁偉豪、楊秀惠     | 0    | 楊秀惠                       |
| 24   | 8月15日（四） | Lady D隊：江美儀、陳敏之         | 3    | 林子善                       |
| 24   | 8月15日（四） | My盛D隊：阮兆祥、林子善          | 0    | 林子善                       |
| 25   | 8月16日（五） | 歌手D隊：林欣彤、蕭正楠          | 2    | 吳業坤                       |
| 25   | 8月16日（五） | 巨聲D隊：馮允謙、吳業坤          | 1    | 吳業坤                       |

## 收視
以下為本節目於香港無綫電視翡翠台、高清翡翠台之收視紀錄：
| 週次 | 集數  | 日期                   | 平均收視 |
| ---- | ----- | ---------------------- | -------- |
| 1    | 01-05 | 2013年7月15日－7月19日 | 23點     |
| 2    | 06-10 | 2013年7月22日－7月26日 | 22點     |
| 3    | 11-15 | 2013年7月29日－8月2日  | 22點     |
| 4    | 16-20 | 2013年8月5日－8月9日   | 22點     |
| 5    | 21-25 | 2013年8月12日－8月16日 | 22點     |

## 備註
1. ↑  .   [2019-05-23]. （原始内容存档于2019-05-23）.
2. ↑  .   [2019-05-23]. （原始内容存档于2019-05-23）.
3. ↑  朱慧敏於節目開始時答應參與「千奇百趣照妖鏡」
4. ↑  森美臨時決定

## 外部連結
- 節目網站（页面存档备份，存于）
- myTV[永久]

| 香港無綫電視翡翠台、高清翡翠台 星期一至五 22:30-23:00 時段 | 香港無綫電視翡翠台、高清翡翠台 星期一至五 22:30-23:00 時段 | 香港無綫電視翡翠台、高清翡翠台 星期一至五 22:30-23:00 時段 |
| ---------------------------------------------------------- | ---------------------------------------------------------- | ---------------------------------------------------------- |
|                                                            | 千奇百趣玩FREE D （2013年7月15日－2013年8月16日）          |                                                            |
| 反斗紅星放暑假 （2013年7月1日－2013年7月12日）             | 香港小姐競選 漫遊世界 （2013年8月19日－2013年8月23日）     |                                                            |